# 케이 헌터
케이 헌터(K-Hunter, 본명: 김남혁, 1996년 3월 24일 ~ )은 대한민국의 남성 솔로 가수이다. 2013년 싱글 〈별이 될래요〉로 데뷔하였다.

## 학력
- 경신고등학교

## 발매 음반
- 2013년 싱글 음반 〈별이 될래요〉
- 2013년 EP 음반 《사랑 배우기》
- 2013년 싱글 음반 《남자와 여자》